# Anik A3
O Anik A3 (também conhecido por Telesat 3) foi um satélite de comunicação geoestacionário canadense da série Anik construído pela Hughes. Ele esteve localizado na posição orbital de 104 graus de longitude oeste e era administrado pela Telesat Canada, com sede em Ottawa no Canadá. O satélite foi baseado na plataforma HS-333 e sua expectativa de vida útil era de 7 anos.

## História
O Anik A3 foi o terceiro satélite de comunicações doméstico lançado pela NASA para a empresa canadense Telesat. Ele pesava cerca de 281 kg em uma órbita geoestacionária e tinha uma vida útil prevista para sete anos. Ele tinha cerca de 1,83 m de diâmetro e 3,35 m de altura. O sistema de comunicações por satélite eram fornecidos pelos 12 canais de RF, dois dos quais eram os canais de proteção para o tráfego transportando 10 canais. As funções de telemetria, rastreamento e comando de funções necessárias para manter a estação do satélite e de posicionamento também foram fornecidos nessas faixas de frequência.

## Lançamento
O satélite foi lançado com sucesso ao espaço no dia 7 de maio de 1975, por meio de um veículo Delta 1914 a partir da Estação da Força Aérea de Cabo Canaveral, na Flórida, EUA. Ele tinha uma massa de lançamento de 560 kg.

## Capacidade e cobertura
O Anik A3 era equipado com 12 transponders em banda C para fornecer serviços de comunicações via satélite ao Canadá.